# Synaptidae
Synaptidae es una familia de pepinos de mar que no tienen patas tubulares, ampollas tentaculares, músculos retractores, árboles respiratorios o túbulos cuvierianos. También carecen de canales radiales del sistema hidrovascular, con solo el anillo circumoral presente.
Los sináptidos tienen cuerpos alargados y su tamaño varía significativamente de pequeño a bastante grande. Synapta maculata crece hasta dos metros de largo. Son bastante activos, moviéndose mediante ondas de contracciones peristálticas. Su tegumento es algo pegajoso debido a las espículas en forma de ancla que se proyectan a través de la piel.

## Géneros
Según el Registro Mundial de Especies Marinas:
- Anapta Semper, 1867 -- 3 especies
- Dactylapta Clark, 1908 -- 1 especie
- † Eoleptosynapta Reich en Reich & Ansorge, 2014 -- 1 especie
- † Eorynkatorpa Reich en Reich & Ansorge, 2014 -- 1 especie
- Epitomapta Heding, 1928 -- 3 especies
- Euapta Östergren, 1898 -- 4 especies
- Eupatinapta Heding, 1928 -- 2 especies
- Labidoplax Östergren, 1898 -- 5 especies
- Leptosynapta Verrill, 1867 -- 33 especies
- Oestergrenia Heding, 1931 -- 9 especies
- Opheodesoma Fisher, 1907 -- 10 especies
- Patinapta Heding, 1928 -- 6 especies
- Polyplectana Clark, 1908 -- 12 especies
- Protankyra Östergren, 1898 -- 37 especies
- Rhabdomolgus Keferstein, 1862 -- 1 especie
- Rynkatorpa Rowe & Pawson, 1967 -- 13 especies
- Synapta Eschscholtz, 1829 -- 2 especies
- Synaptula Örstedt, 1849 -- 29 especies

## Galería de imágenes

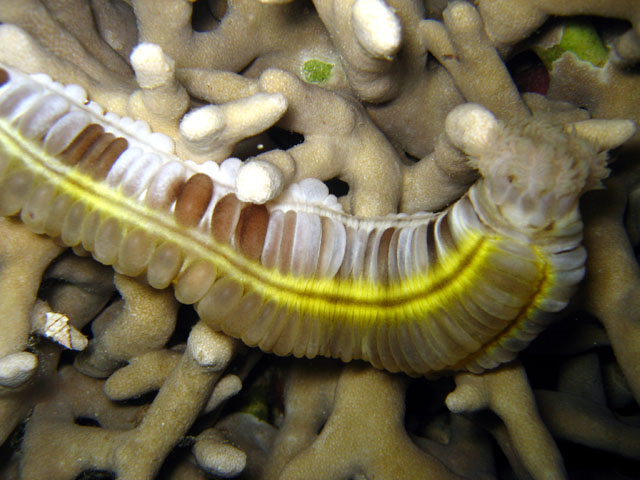
euapta godeffroyi
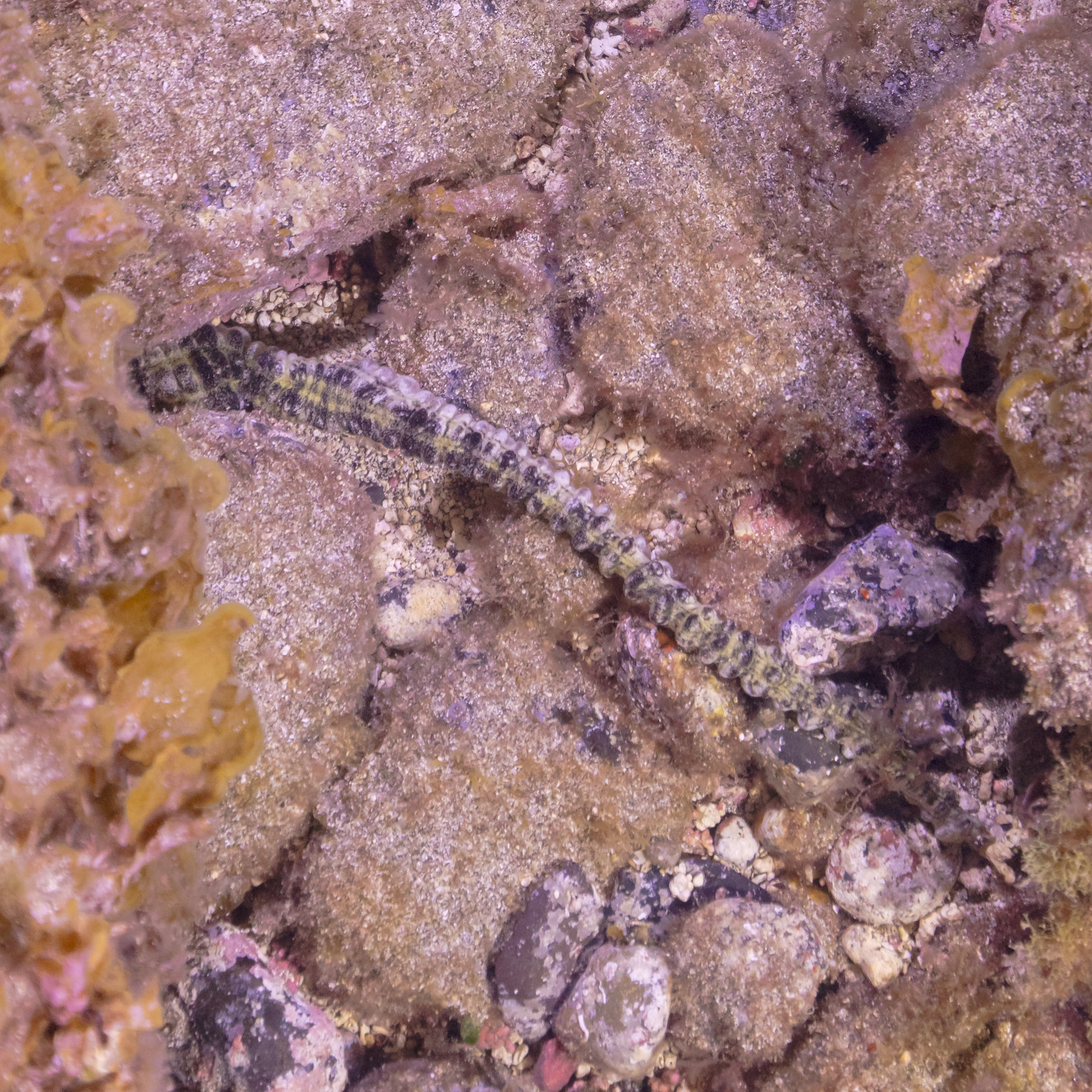
Euapta lappa
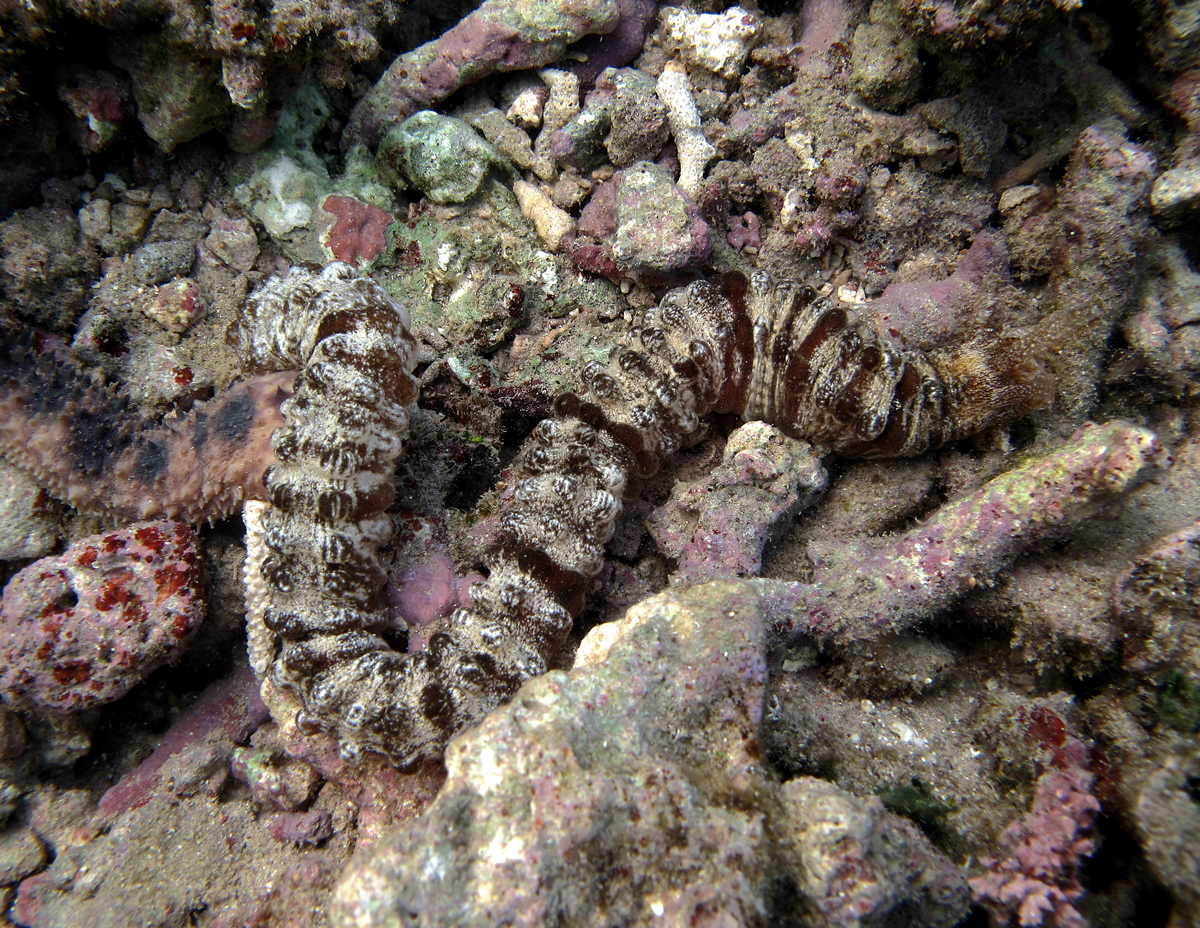
Ofeodesoma grisea
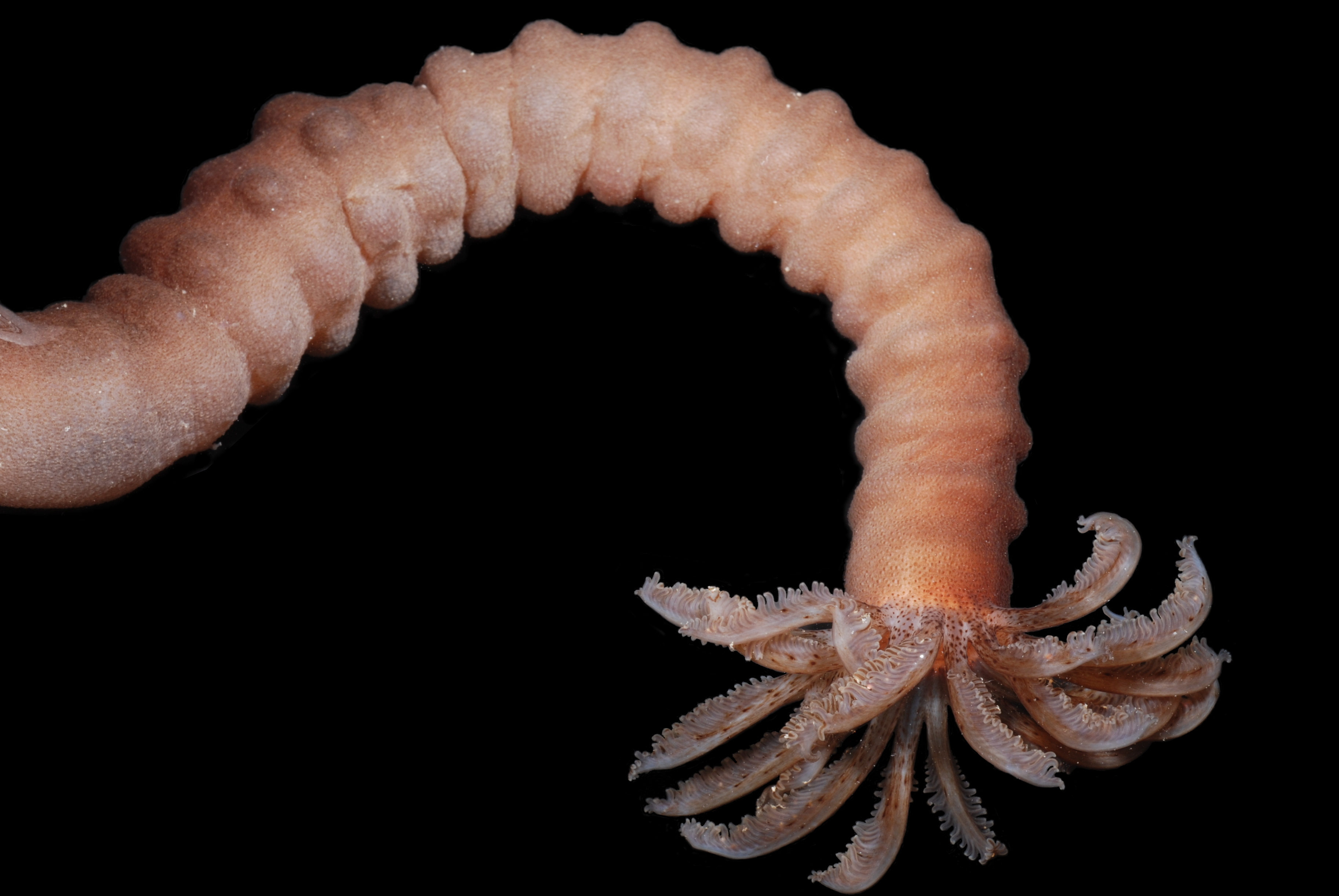
Polyplectana kefersteinii
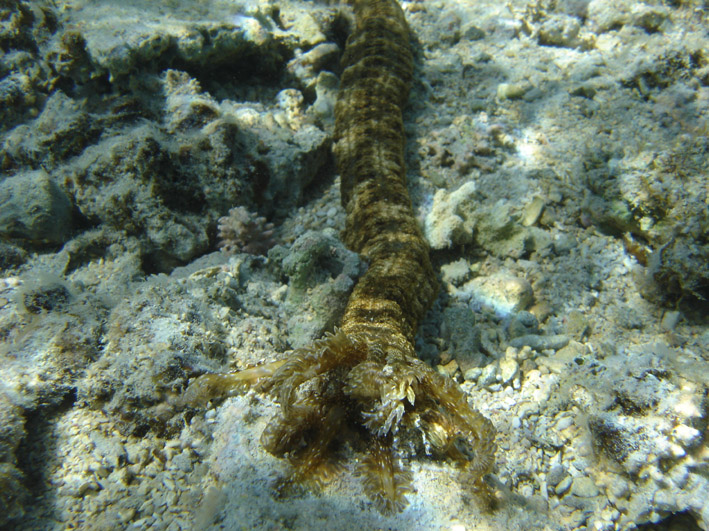
Synapta maculata
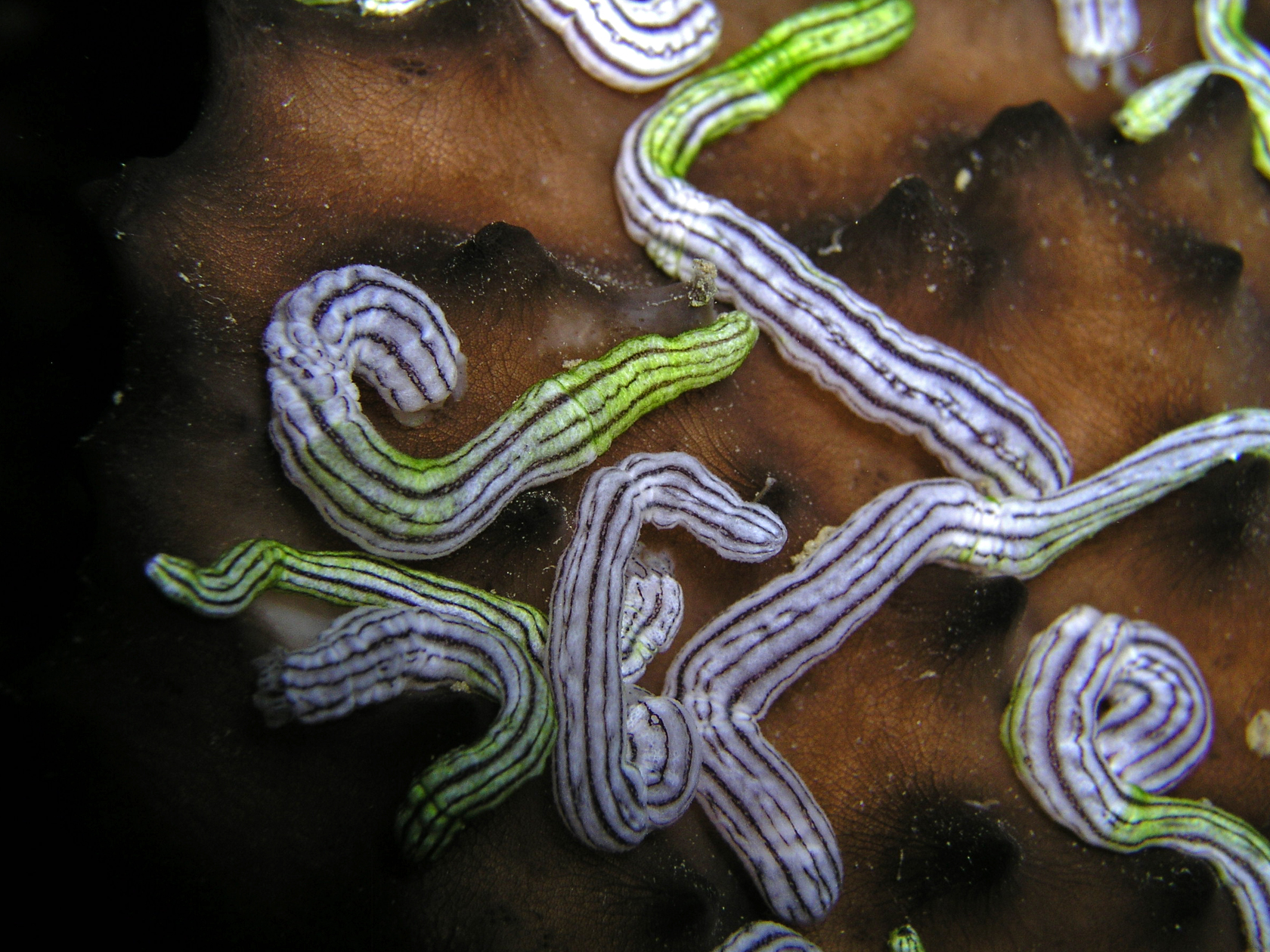
Synaptula lamperti